# Cliron

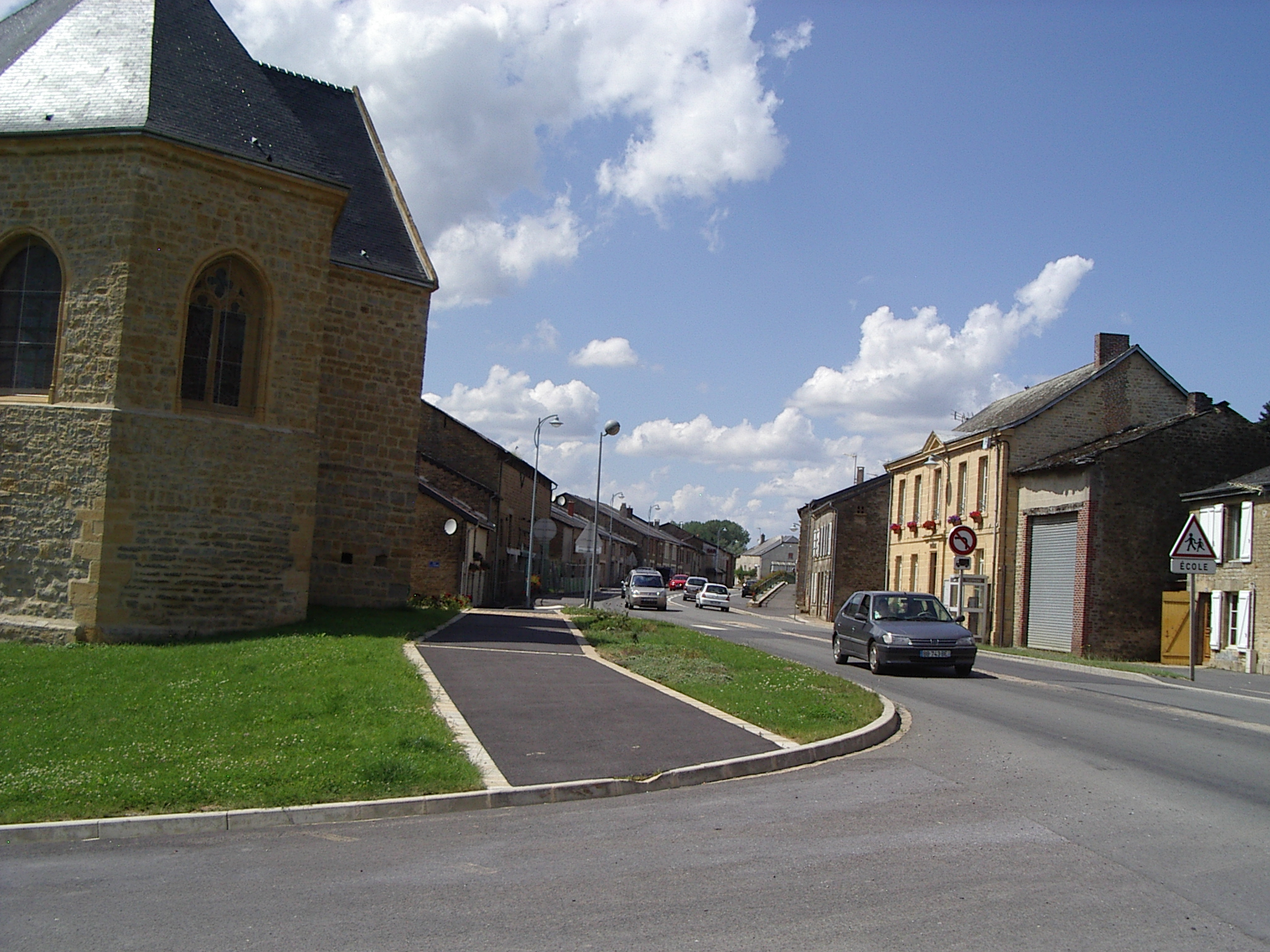
Rue principale (RN 43).

Cliron est une commune française située dans le département des Ardennes, en région Grand Est. C'est un petit village traversé par la RN 43.

## Géographie
Cliron est située à treize kilomètres à l'ouest de Charleville-Mézières, chef-lieu de canton. Le village est traversé par la route nationale 43, entre Charleville-Mézières et Hirson.
La commune est entourée de bois, dont celui dit de la Loge qui est le plus important d'entre eux.
Les principales voies de la commune sont la rue de l'Enclos et la rue du Tilleul, laquelle traverse à la fois Cliron et le hameau appelé Charroué.
| Renwez         | Montcornet | Arreux  |
| Lonny          | Cliron     |         |
| Ham-les-Moines | Haudrecy   | Tournes |

### Hydrographie
La commune est dans le bassin versant de la Meuse au sein du bassin Rhin-Meuse. Elle est drainée par la Sormonne, le ruisseau l'Ormeau, le ruisseau de la Butte, le ruisseau du Fond d'Arreux et le ruisseau de Basigny,.
La Sormonne, d'une longueur de 56 km, prend sa source dans la commune de Taillette et se jette  dans la Meuse à Warcq, après avoir traversé 23 communes.

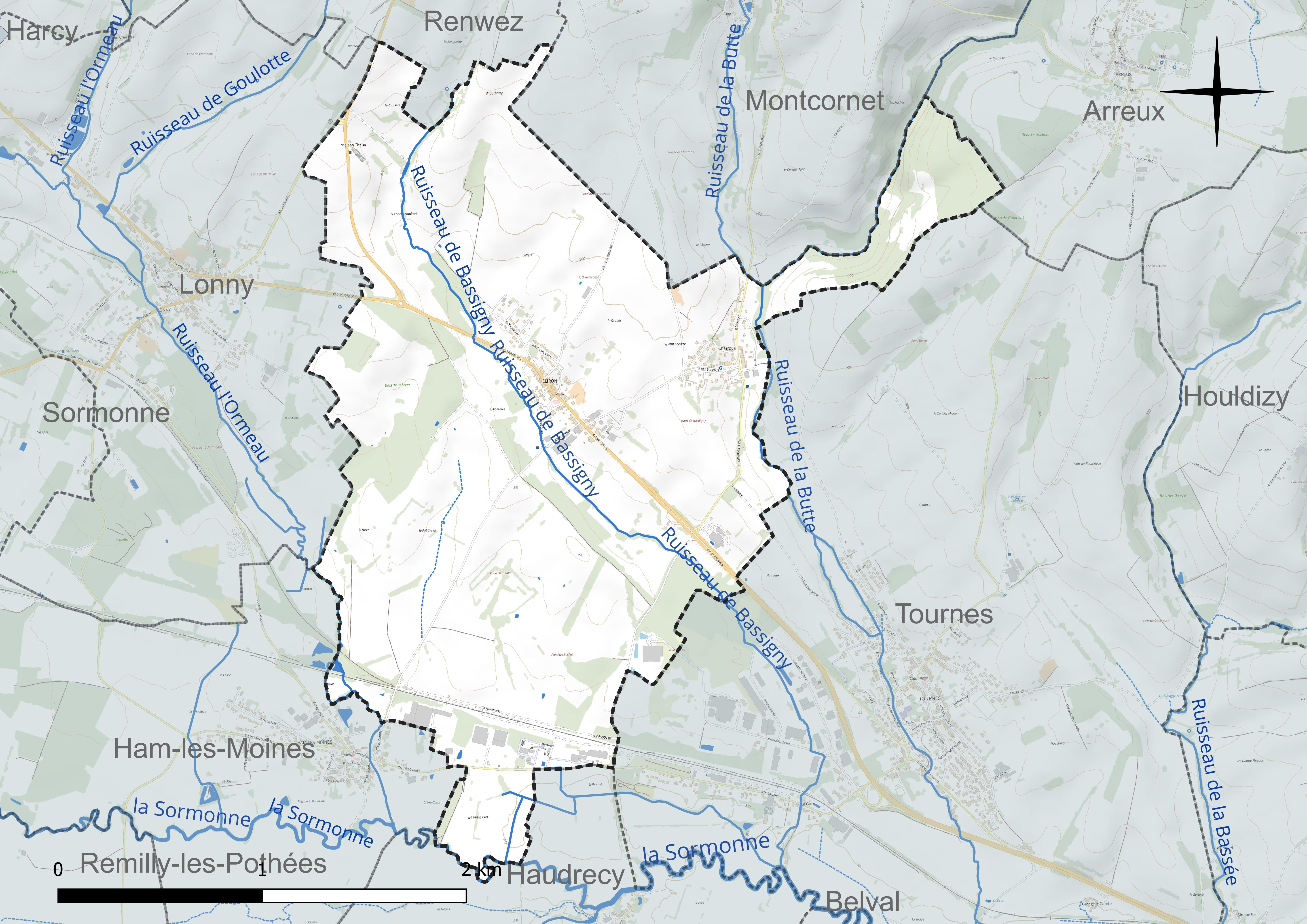
Réseau hydrographique de Cliron.

### Climat
Pour des articles plus généraux, voir Climat du Grand Est et Climat des Ardennes.
En 2010, le climat de la commune est de type climat des marges montargnardes, selon une étude du Centre national de la recherche scientifique s'appuyant sur une série de données couvrant la période 1971-2000. En 2020, Météo-France publie une typologie des climats de la France métropolitaine dans laquelle la commune est exposée à un climat océanique altéré et est dans une zone de transition entre les régions climatiques « Nord-est du bassin Parisien » et « Lorraine, plateau de Langres, Morvan ».
Pour la période 1971-2000, la température annuelle moyenne est de 9,7 °C, avec une amplitude thermique annuelle de 14,8 °C. Le cumul annuel moyen de précipitations est de 931 mm, avec 13,4 jours de précipitations en janvier et 9,6 jours en juillet. Pour la période 1991-2020, la température moyenne annuelle observée sur la station météorologique de Météo-France la plus proche, « Charleville-Méz. », sur la commune de Charleville-Mézières à 9 km à vol d'oiseau, est de 9,9 °C et le cumul annuel moyen de précipitations est de 928,4 mm. 
La température maximale relevée sur cette station est de 39,2 °C, atteinte le 25 juillet 2019 ; la température minimale est de −17,5 °C, atteinte le 1er janvier 1997,,.
Les paramètres climatiques de la commune ont été estimés pour le milieu du siècle (2041-2070) selon différents scénarios d'émission de gaz à effet de serre à partir des nouvelles projections climatiques de référence DRIAS-2020. Ils sont consultables sur un site dédié publié par Météo-France en novembre 2022.

## Urbanisme

### Typologie
Au 1er janvier 2024, Cliron est catégorisée commune rurale à habitat dispersé, selon la nouvelle grille communale de densité à 7 niveaux définie par l'Insee en 2022.
Elle est située hors unité urbaine. Par ailleurs la commune fait partie de l'aire d'attraction de Charleville-Mézières, dont elle est une commune de la couronne,. Cette aire, qui regroupe 132 communes, est catégorisée dans les aires de 50 000 à moins de 200 000 habitants,.

### Occupation des sols
L'occupation des sols de la commune, telle qu'elle ressort de la base de données européenne d’occupation biophysique des sols Corine Land Cover (CLC), est marquée par l'importance des territoires agricoles (90,5 % en 2018), une proportion sensiblement équivalente à celle de 1990 (90,8 %). La répartition détaillée en 2018 est la suivante : 
prairies (61,9 %), terres arables (24,5 %), zones urbanisées (4,4 %), zones agricoles hétérogènes (4,1 %), zones industrielles ou commerciales et réseaux de communication (3,4 %), milieux à végétation arbustive et/ou herbacée (1,7 %). L'évolution de l’occupation des sols de la commune et de ses infrastructures peut être observée sur les différentes représentations cartographiques du territoire : la carte de Cassini (XVIIIe siècle), la carte d'état-major (1820-1866) et les cartes ou photos aériennes de l'IGN pour la période actuelle (1950 à aujourd'hui).

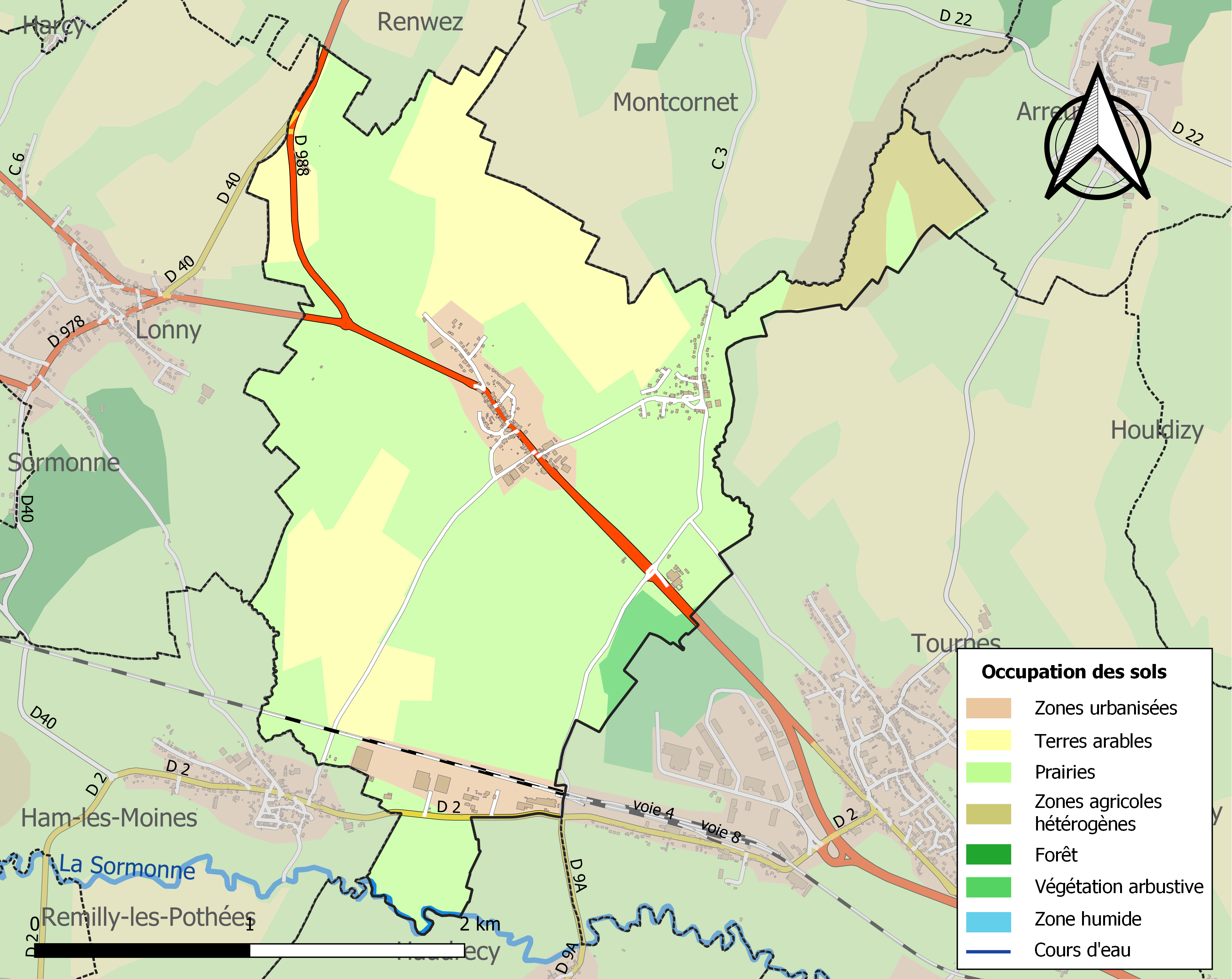
Carte des infrastructures et de l'occupation des sols de la commune en 2018 (CLC).

## Histoire
À l'époque médiévale, le village de Cliron appartient à la famille de Croÿ, seigneurs de Moncornet, comtes de Porcien.
Une charte communale est adoptée en 1509.
Se trouvant dans les Ardennes, Cliron a subi les trois guerres franco-allemandes.
Durant la guerre de 1870, la résistance contre les Prussiens ne fut pas très importante dans la commune. Le gros des troupes se trouvait à Sedan où Napoléon III fut battu.
Lors de la Première Guerre mondiale, Cliron est envahie et pillée. Le village est envahi à nouveau dès le début de la Seconde Guerre mondiale en 1940.
En 1973, la commune de Cliron et celle de Montcornet ont fusionné pour former la commune de Montcornet-en-Ardenne. Mais, en 1989, les communes constituantes ont été rétablies. Les deux villages ont néanmoins conservé une certaine unité : ainsi l'école de Cliron et celle de Montcornet sont-elles associées.

## Politique et administration
| Période                                  | Période                   | Identité                                          | Étiquette | Qualité            |
| ---------------------------------------- | ------------------------- | ------------------------------------------------- | --------- | ------------------ |
| mars 2001                                | En cours (au 25 mai 2020) | Jean-Luc Pinteaux, Réélu pour le mandat 2020-2026 |           | Ancien agriculteur |
| Les données manquantes sont à compléter. |                           |                                                   |           |                    |

Cliron  a adhéré à la charte du Parc naturel régional des Ardennes, à sa création en décembre 2011.

## Économie
La zone industrielle de Tournes/Cliron, qui existe depuis 1978, a mis en place, depuis juin 2008, un projet nommé « Ardennes Émeraude » établi par la Chambre de commerce et d'industrie des Ardennes.

## Démographie
L'évolution du nombre d'habitants est connue à travers les recensements de la population effectués dans la commune depuis 1793. Pour les communes de moins de 10 000 habitants, une enquête de recensement portant sur toute la population est réalisée tous les cinq ans, les populations de référence des années intermédiaires étant quant à elles estimées par interpolation ou extrapolation. Pour la commune, le premier recensement exhaustif entrant dans le cadre du nouveau dispositif a été réalisé en 2008.

En 2022, la commune comptait 412 habitants, en évolution de +14,13 % par rapport à 2016 (Ardennes : −2,97 %, France hors Mayotte : +2,11 %).
| 1793 | 1800 | 1806 | 1821 | 1831 | 1836 | 1841 | 1846 | 1851 |
| ---- | ---- | ---- | ---- | ---- | ---- | ---- | ---- | ---- |
| 198  | 230  | 315  | 244  | 267  | 314  | 321  | 337  | 329  |

| 1866 | 1872 | 1876 | 1881 | 1886 | 1891 | 1896 | 1901 | 1906 |
| ---- | ---- | ---- | ---- | ---- | ---- | ---- | ---- | ---- |
| 207  | 298  | 294  | 252  | 250  | 226  | 220  | 203  | 183  |

| 1911 | 1921 | 1926 | 1931 | 1936 | 1946 | 1954 | 1962 | 1968 |
| ---- | ---- | ---- | ---- | ---- | ---- | ---- | ---- | ---- |
| 160  | 180  | 213  | 192  | 192  | 210  | 171  | 171  | 187  |

| 1975 | 1982 | 1990 | 1999 | 2006 | 2008 | 2013 | 2018 | 2022 |
| ---- | ---- | ---- | ---- | ---- | ---- | ---- | ---- | ---- |
| 403  | 482  | 265  | 280  | 290  | 293  | 309  | 393  | 412  |

## Culture locale et patrimoine

### Lieux et monuments
- L'église Saint-Martin de Cliron date du XVIe siècle[22]. Elle est inscrite au titre des monuments historiques en 1927[23].
- Le monument aux morts à Cliron.
- Deux vieux tilleuls entourant la croix du hameau de Charroue.

### Personnalités liées à la ville
- Éric Beugnot (1955-) et son frère Gregor Beugnot (1957-) y sont nés, fils de Jean-Paul Beugnot, les trois sportifs ayant été de talentueux basketteurs internationaux français.

### Héraldique
| Blason de Cliron | Blason  | De gueules au chevron d'argent accompagné en chef de deux fleurs de lis d'or et en pointe d'une plante de fougère arrachée du même. |
| Blason de Cliron | Détails | |

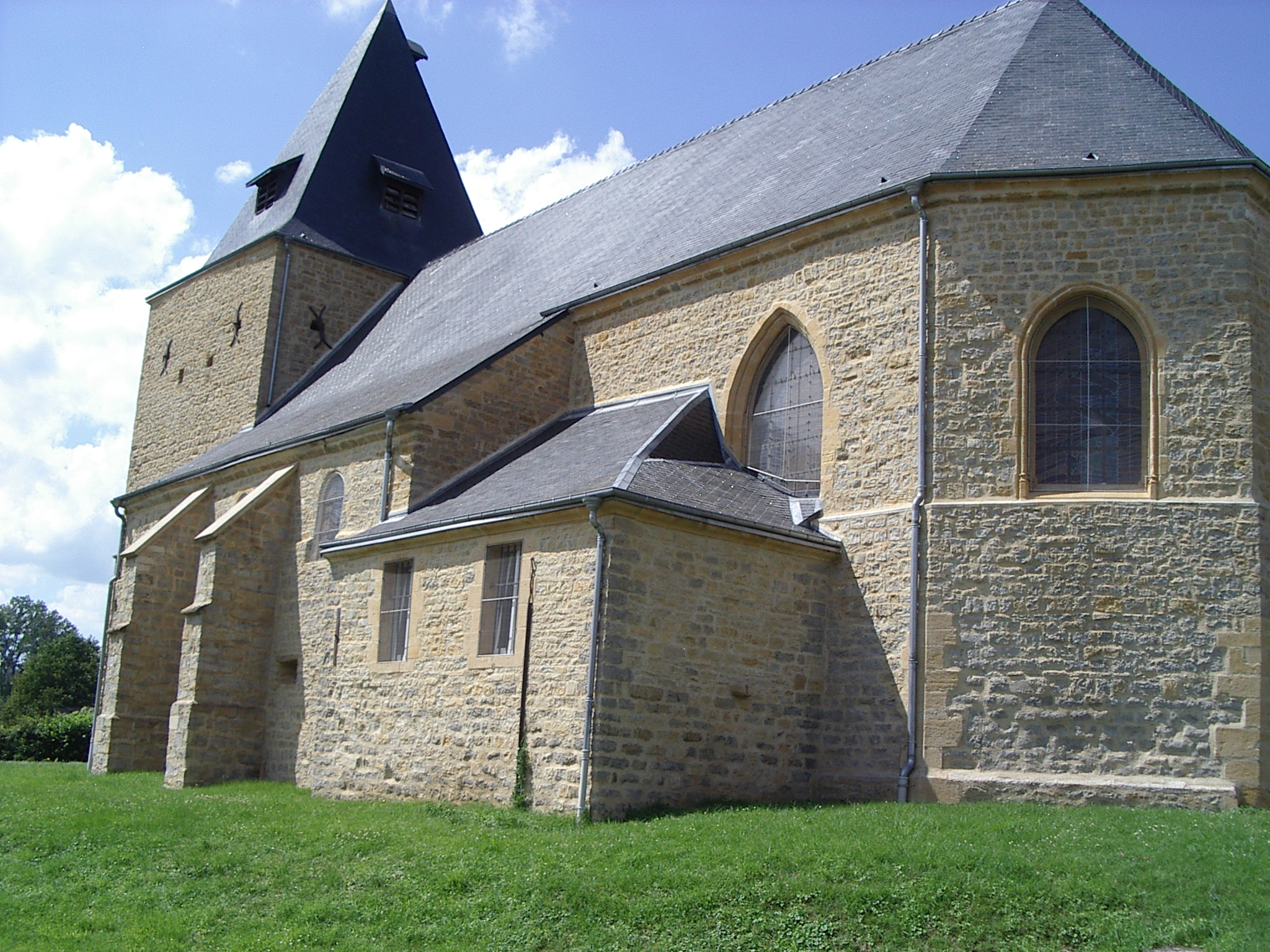
Église Saint-Martin.
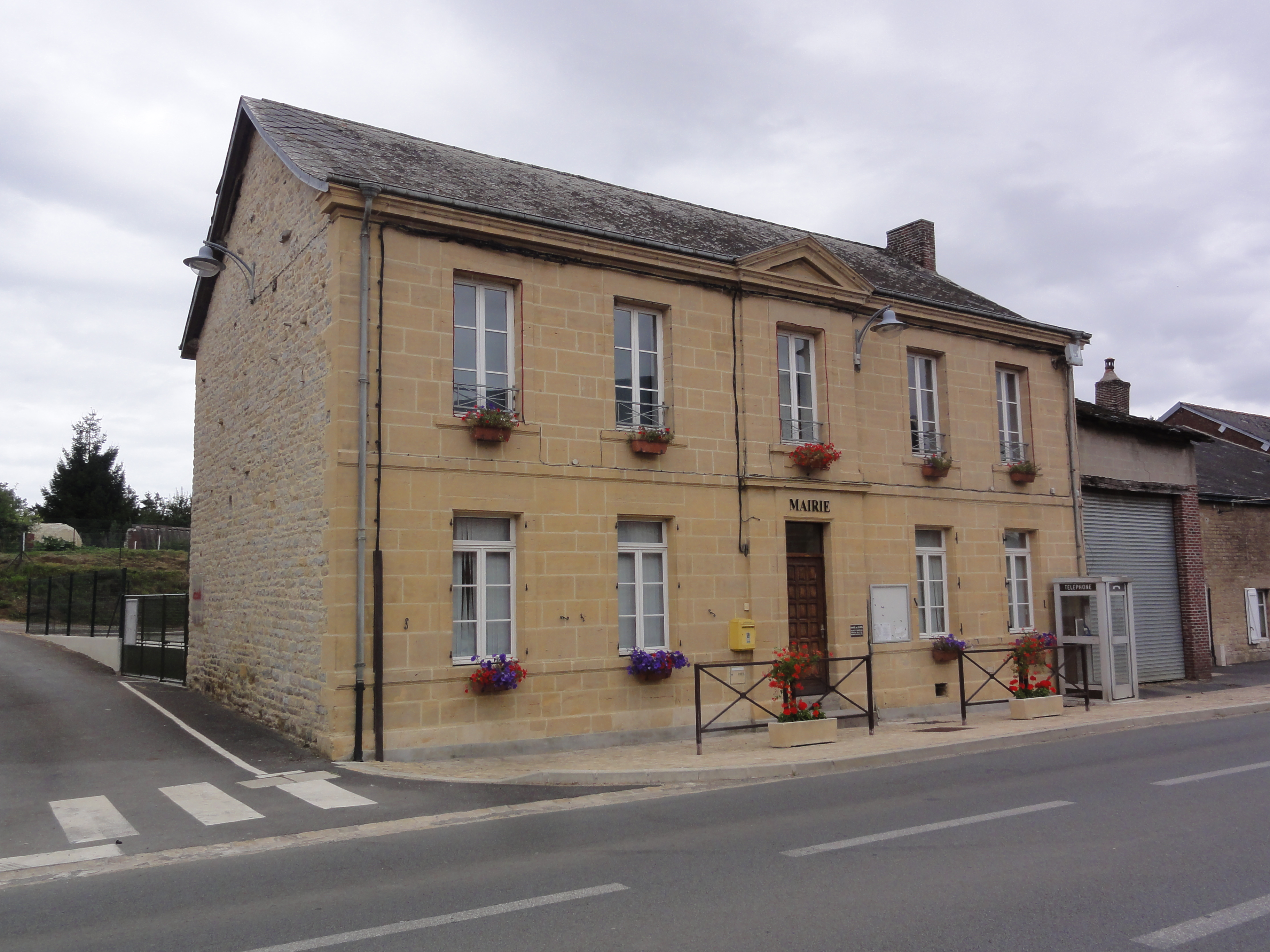
Mairie de Cliron.
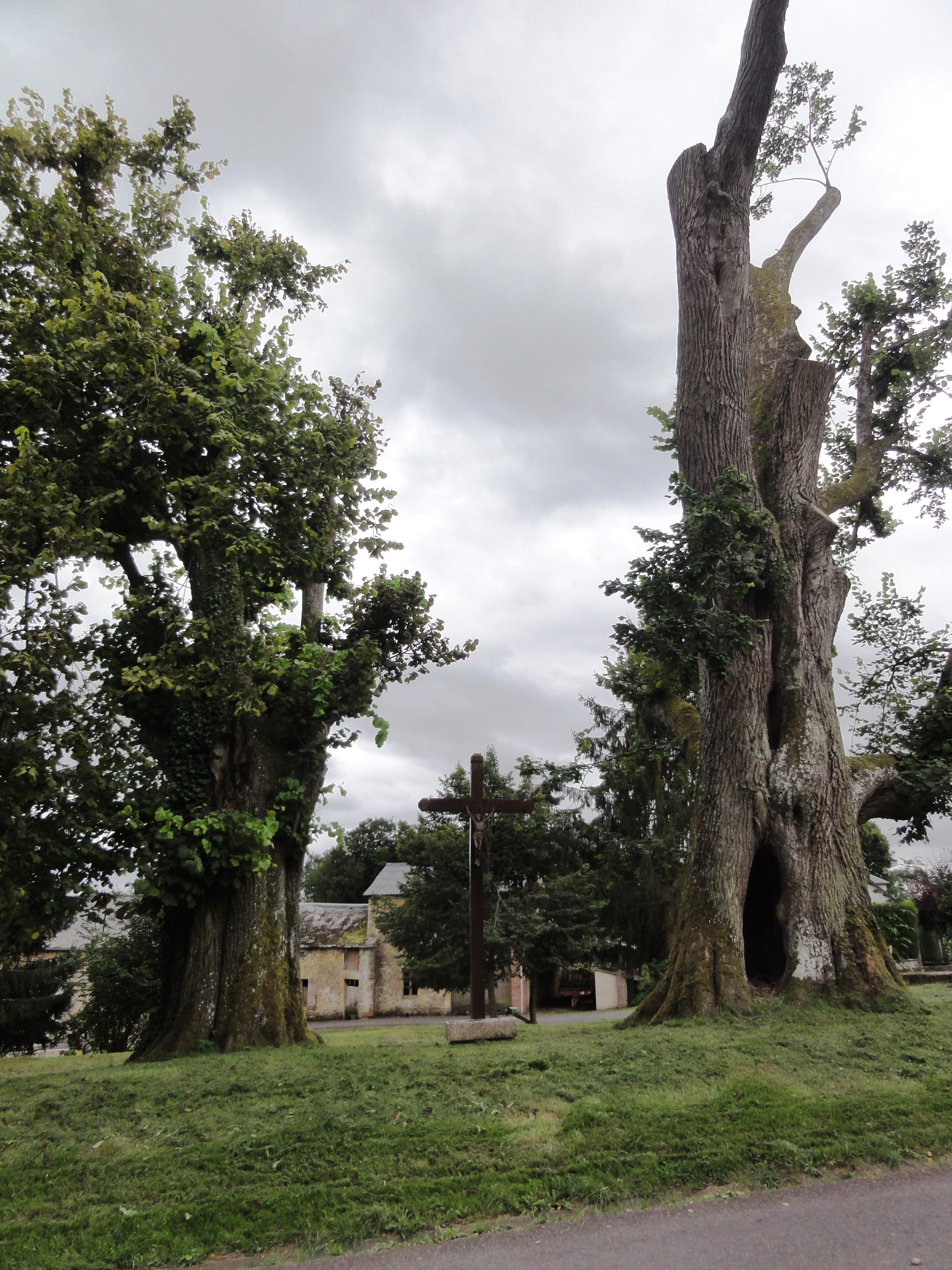
Vieux tilleuls à Charroue.
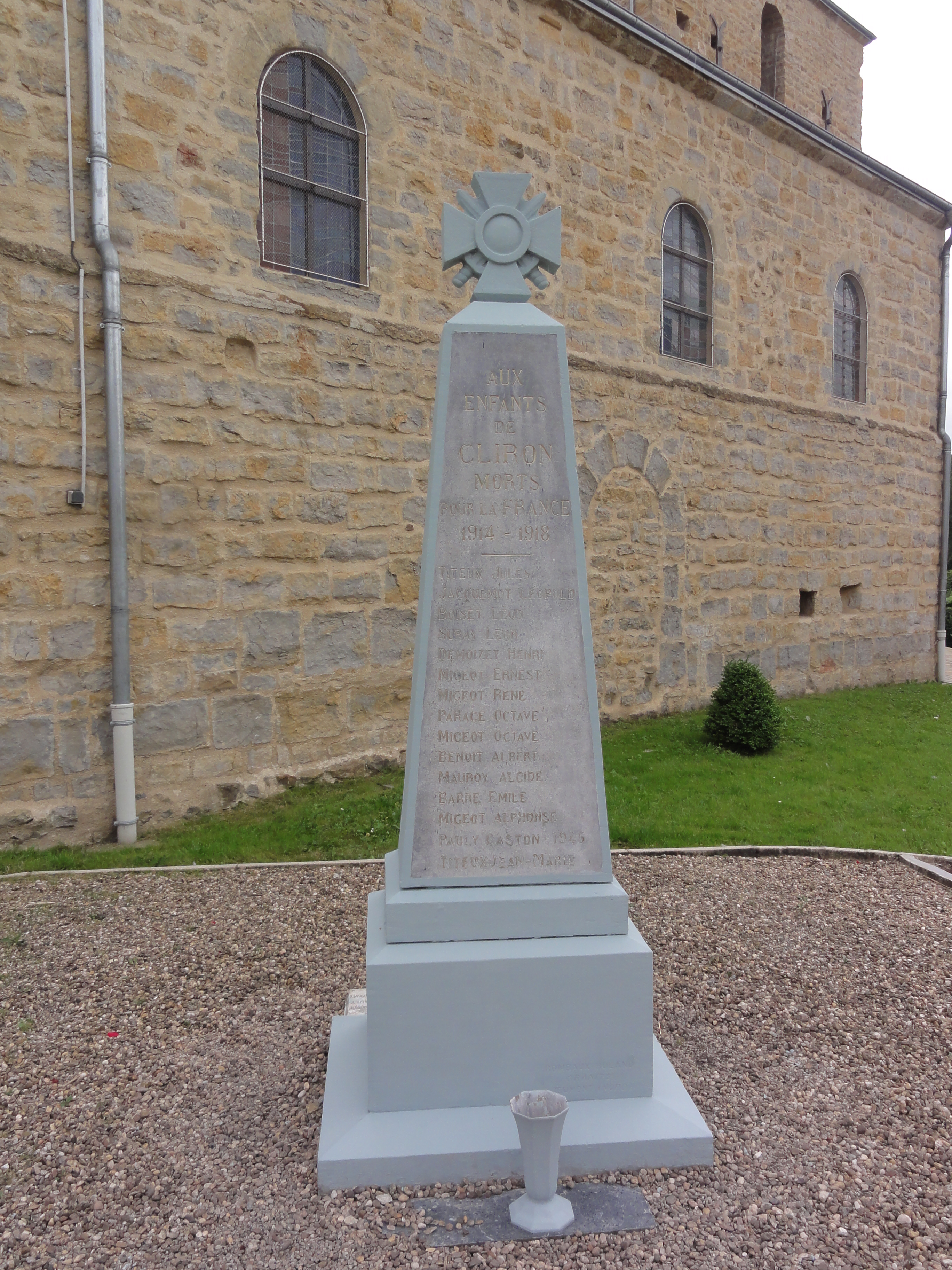
Monument aux morts.